# Nastradamus (singolo)
Nastradamus è il primo singolo tratto da Nastradamus, quarto album del rapper Nas.
La canzone è prodotta dal collaboratore di lunga data L.E.S..

## Il video
Inizialmente il video di Nastradamus sfruttava la tecnologia 3D, allegando al singolo un paio di occhiali 3D per l'occasione.

## Tracce

### Lato A
1. "Nastradamus" (Album Version) (4:13)
2. "Nastradamus" (Clean Version) (4:13)
3. "Nastradamus" (Instrumental) (4:13)

### Lato B
1. "Shoot 'Em Up" (Album Version) (2:56) 
  - Prodotta da Havoc
2. "Shoot 'Em Up" (Clean Version) (2:56)
3. "Shoot 'Em Up" (Instrumental) (2:51)